# Жукув (Седлецький повіт)
Жукув (пол. Żuków) — село в Польщі, у гміні Мокободи Седлецького повіту Мазовецького воєводства.
Населення — 254 особи (2011).
У 1975-1998 роках село належало до Седлецького воєводства.

## Демографія
Демографічна структура станом на 31 березня 2011 року:
|          | Загалом | Допрацездатний вік | Працездатний вік | Постпрацездатний вік |
| -------- | ------- | ------------------ | ---------------- | -------------------- |
| Чоловіки | 124     | 21                 | 86               | 17                   |
| Жінки    | 130     | 32                 | 69               | 29                   |
| Разом    | 254     | 53                 | 155              | 46                   |